# Karl Kübler (Politiker, 1880)
Karl Kübler (* 18. Oktober 1880 in Stuttgart; † 2. August 1955 in Weißenau bei Ravensburg) war ein deutscher Postbeamter und Politiker (DDP, FDP/DVP).

## Leben
Kübler, der Sohn eines Bäckermeisters, hatte mehrere Geschwister, die aber alle im Kindesalter starben. Er besuchte die Volksschule in Feuerbach und die Realschule in Stuttgart. Nach dem Erlangen der Mittleren Reife ließ er sich zum Postbeamten des Mittleren Dienstes ausbilden. Im erlernten Beruf war er zunächst als Postassistent, später als Postsekretär in Geislingen tätig. Im Ersten Weltkrieg wurde er in den Kriegsdienst beim Landwehr-Infanterie-Regiment Nr. 125 eingezogen, wo er als Unteroffizier und Offizier tätig war. Für sein dortiges Engagement erhielt er neben beiden Klassen des Eisernen Kreuzes auch das Ritterkreuz des Friedrichs-Ordens. 1934 wurde Kübler nach Ravensburg strafversetzt, wo er auch weiter als Postbeamter tätig war. Nach dem Zweiten Weltkrieg wurde er zum Leiter des dortigen Postamts ernannt, dieses Amt bekleidete er zunächst als Postamtmann und zuletzt als Oberpostamtmann.
Kübler war 1918/19 Mitbegründer des württembergischen Landesverbandes der DDP, bei der er eine Zeit lang auch im Landesvorstand saß. Bis zur Gleichschaltung 1933 saß er über zwanzig Jahre im Geislinger Stadtrat und einige Jahre im Kreistag, wo er als Fraktionsvorsitzender der DDP fungierte. 1919/20 gehörte er der Verfassunggebenden Versammlung für den freien Volksstaat Württemberg an. Bei den Wahlen 1920 verpasste er zwar den Einzug in den neuen Landtag, doch rückte er am 21. Februar 1922 für den verstorbenen Conrad Haußmann in den Landtag nach, dem Kübler bis 1924 angehörte. Nach dem Krieg war Kübler bei der Nachfolgepartei, der FDP tätig. Dort war er Orts- und Kreisvorsitzender, saß im Landesvorstand Württemberg-Hohenzollern und gehörte den Räten der Stadt und des Landkreises Ravensburg an. 1946 wurde Kübler in die Beratende Landesversammlung des Landes Württemberg-Hohenzollern gewählt, in der er den Posten des zweiten Vizepräsidenten bekleidete. Auch im 1947 gewählten Landtag für Württemberg-Hohenzollern hatte er diese Position inne, legte sie jedoch am 11. Juni 1948 nieder. Sein Landtagsmandat übte er bis zur Auflösung des Landtages beziehungsweise des Landes Württemberg-Hohenzollern 1952 aus.
Karl Kübler war verheiratet und hinterließ drei Kinder. 1953 erhielt er das Bundesverdienstkreuz am Bande.